# Усовське сільське поселення (Сладковський район)
У́совське сільське поселення (рос. Усовское сельское поселение) — муніципальне утворення у складі Сладковського району Тюменської області, Росія.
Адміністративний центр — село Усово.

## Історія
3 листопада 1923 року були утворені Пелевінська сільська рада, Покровська сільська рада та Усовська сільська рада. 19 вересня 1937 року ліквідовано Пелевінську сільраду. 18 липня 1960 року ліквідовано Покровську сільраду.
2004 року Усовська сільська рада перетворена в Усовське сільське поселення.

## Населення
Населення — 869 осіб (2020; 931 у 2018, 1137 у 2010, 1477 у 2002).

## Склад
До складу поселення входять такі населені пункти:
| Населений пункт          | Населення, осіб (2002) | Населення, осіб (2010) |
| ------------------------ | ---------------------- | ---------------------- |
| Великий Куртал, присілок | 112                    | 55                     |
| Пелевіно, село           | 209                    | 143                    |
| Покровка, присілок       | 311                    | 240                    |
| Усово, село              | 845                    | 699                    |